# Ketty Sina
Pour les articles homonymes, voir Sina.
Françoise Sina, dite Ketty Sina, née en 1957 au Gabon est une danseuse, mannequin et entrepreneuse camerounaise. 
Elle est connue comme étant l'une des Claudettes, les danseuses de Claude François.

## Biographie

### Enfance
Ketty Sina naît en 1957 au Gabon. Elle passe son enfance à Ebolowa, au Sud-Cameroun, entourée de ses cinq frères et sœurs. Elle est une enfant fragile, pas brillante à l'école et peu ambitieuse. Son père est épicier et sa mère étalagiste.

### En France
En 1975, à la suite d'un mariage arrangé, Ketty Sina, âgée de quinze ans, rejoint son mari en France. Sur place, elle se forme en couture et, par ailleurs, devient mannequin au salon du prêt à porter et prend des cours de danse. Peu de temps après, elle divorce de son mari pour cause de maltraitance. Dès lors, elle fera connaissance avec la tumultueuse vie parisienne.

### Clodette de Claude François

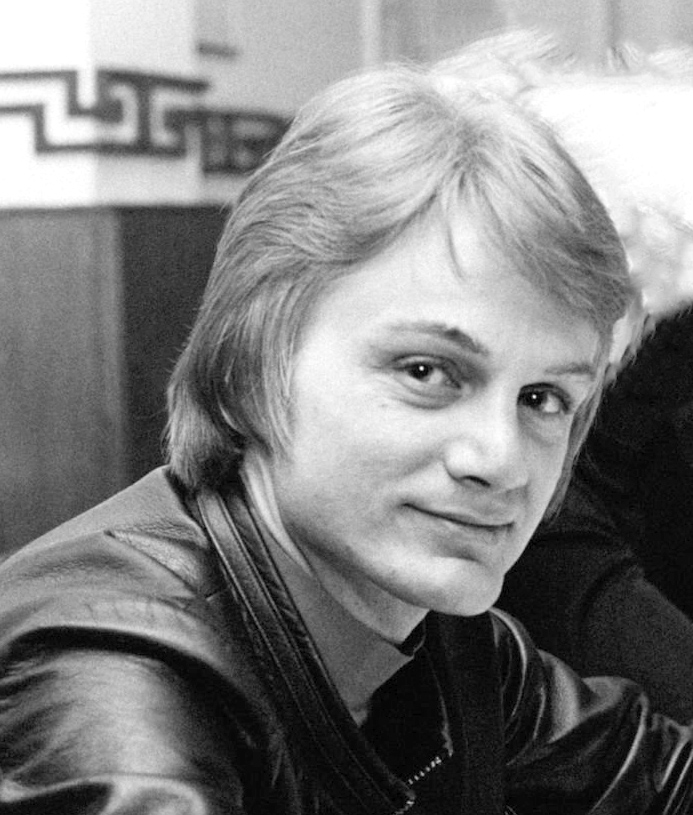
Claude François en 1969.

En septembre 1976, en prestation de danse sur la piste de l'Élysée-Matignon, Ketty Sina se fait remarquer par Claude François qui, le lendemain, la convoque dans son bureau et l'engage ; elle a 18 ans. Trois jours plus tard, elle fait sa première télé. Dès lors, elle devient Claudette et accompagne l'idole dans ses nombreux succès, jusqu'au décès de celui-ci le 11 mars 1978. Claude François la surnomme « la Bangala aux longues jambes ».

### L'après Cloclo
Le monde de Ketty Sina bascule brutalement avec le décès de Claude François. Subissant d'incessants assauts médiatiques après le décès de l'artiste, elle est contrainte de quitter la France pour s'installer en Italie. Elle devient gogo danseuse. Elle est contrainte à des prestations dans des petits clubs de danse. 
Elle fait son retour à Paris six mois plus tard, dans un environnement qui est peu favorable à sa renaissance artistique. Elle rebondit néanmoins en tant que danseuse au Paradis latin ; ensuite, elle devient pendant douze ans meneuse de revue au cabaret L’Alcazar, où elle incarne Joséphine Baker, dansant seins nus avec une ceinture de banane autour de la taille. Elle apparaît dans de nombreux clips à succès comme danseuse, dont le fameux Cuba (chanson) (en) des Gibson Brothers.
En 1992, elle porte un intérêt au monde de la mode. Elle lance la première agence de mannequins noirs à Paris. Malheureusement, ce projet n'aboutit pas, et la ruine. Elle divorce de son deuxième mari. Endettée, la garde de ses enfants lui est retirée. Elle hypothèque ses biens et sombre dans la dépression.

### Renaissance
À la fin des années 1990, Ketty Sina se reconvertit dans la restauration. Elle devient propriétaire du Kamukera, restaurant africain parisien dans le 13e arrondissement. La particularité du restaurant de l'ex-Claudette est d'abriter une décoration de souvenirs de Claude François : des photographies, des disques d'or et vidéos grands écrans diffusant des prestations de l'artiste avec ses claudettes. Elle possède également une résidence hôtelière à Kribi, au Sud-Cameroun, dénommée « Résidence Ketty Sina ».

### Justice
En 2012, avec ses onze compagnes anciennes danseuses de Claude François, Ketty Sina est en justice pour l'obtention des droits liés à son image. Elle réclame 1600 euros des droits de diffusion d'images de leurs fameuses chorégraphies à la télé ou en DVD, à la société de perception et de diffusion des droits des artistes-interprètes (Spedidam).

### Polémique sur le racisme
Sur la polémique faisant allusion au propos jugé raciste de Claude François « tu pourrais retourner sur ton cocotier » envers Ketty Sina, celle-ci l'explique par le fait qu'il l’ait dit sous l'effet de l'agacement, car ne savait comment exprimer son mécontentement. En effet, la Claudette était une habituée des retards et l'exaspération était au paroxysme lorsqu'elle se présentait à une grosse répétition avec une heure de retard.
Ketty Sina dit avoir été rarement victime de racisme, grâce à ses atouts et son charme.

### Livre
En 2013, Ketty Sina publie un ouvrage autobiographique, Je n'ai pas toujours dansé, où elle raconte ses vicissitudes, relatant entre autres autour de ses infructueux mariages, la violence, le chanteur Claude François, etc..

## Œuvre
- Ketty Sina, René-Jacques Lique, Dominique Tchimbakala, Je n'ai pas toujours dansé, YG Publishing, 31 mai 2013 (ISBN 978-2918481027), autobiographie de Ketty Sina.